# US Open 1987
Lo US Open 1987 è stata la 107ª edizione dello US Open e quarta prova stagionale dello Slam.Si è disputato dal 1º al 14 settembre 1987 al USTA Billie Jean King National Tennis Center in Flushing Meadows di New York negli Stati Uniti. 
Il singolare maschile è stato vinto dal ceco Ivan Lendl che si è imposto sullo svedese Mats Wilander in quattro set col punteggio di 6(7)–7, 6–0, 7–6(4), 6–4. Il singolare femminile è stato vinto dalla statunitense Martina Navrátilová, che ha battuto in finale la tedesca Steffi Graf. 
Nel doppio maschile si sono imposti Stefan Edberg e Anders Järryd. Nel doppio femminile hanno trionfato Martina Navrátilová e Pam Shriver. 
Nel doppio misto la vittoria è andata a Martina Navrátilová, in coppia con Emilio Sánchez.

## Seniors

### Singolare maschile
Ivan Lendl ha battuto in finale  Mats Wilander con il punteggio di 6(7)–7, 6–0, 7–6(4), 6–4.
- È stato il 6º titolo del Grande Slam per Lendl e il suo 3º (e ultimo) US Open.

### Singolare femminile
Martina Navrátilová ha battuto in finale  Steffi Graf con il punteggio di 7–6(4), 6–1.
- È stato il 17º titolo del Grande Slam per Navrátilová e il suo 4º (e ultimo) US Open.
- Martina Navrátilová è stata la 3ª giocatrice dell'era open a vincere nelle 3 più importanti categorie:singolare, doppio e doppio misto nella stessa edizione di un torneo dello Slam.

### Doppio maschile
Stefan Edberg /  Anders Järryd hanno battuto in finale  Ken Flach /  Robert Seguso con il punteggio di 7–6(1), 6–2, 4–6, 5–7, 7–6(2).

### Doppio femminile
Martina Navrátilová /  Pam Shriver hanno battuto in finale  Kathy Jordan /  Elizabeth Sayers Smylie con il punteggio di 5–7, 6–4, 6–2.

### Doppio misto
Martina Navrátilová /  Emilio Sánchez hanno battuto in finale  Betsy Nagelsen /  Paul Annacone con il punteggio di 6–4, 6(6)–7, 7–6(12).

## Juniors

### Singolare ragazzi
David Wheaton ha battuto in finale  Andrej Čerkasov con il punteggio di 7–6, 6–0.

### Singolare ragazze
Nataša Zvereva ha battuto in finale  Sandra Birch con il punteggio di 6–0, 6–3.